# Braccio di Ferro (serie di cortometraggi)

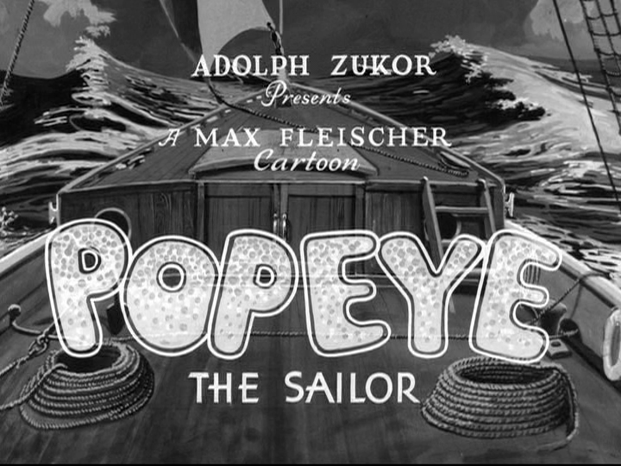
Titolo di apertura utilizzato negli anni '30.

Braccio di Ferro (Popeye the Sailor) è una serie di cortometraggi d'animazione con protagonista l'omonimo personaggio immaginario dei fumetti creato da Elzie Crisler Segar. Nel 1933, i Fleischer Studios di Max e Dave Fleischer adattarono i personaggi di Segar in una serie di cortometraggi cinematografici per la Paramount Pictures. Le trame dei cartoni animati tendevano ad essere più semplici di quelle presentate nei fumetti, ed i personaggi leggermente diversi. Un cattivo, solitamente Bluto, infastidisce il "tesoro" di Braccio di Ferro, Olivia Oyl. Il cattivo batte Braccio di Ferro, il quale nel frattempo mangia gli spinaci, che gli danno una forza sovrumana. Così potenziato, il marinaio si sbarazza del cattivo.
I cartoni animati dei Fleischer, prodotti a New York City, si rivelarono tra i più popolari degli anni '30, e sarebbero rimasti un punto fermo del programma di distribuzione della Paramount per quasi 25 anni. La Paramount avrebbe preso il controllo dello studio nel 1941 rinominandolo Famous Studios, spodestando i fratelli Fleischer e continuando la produzione. I cortometraggi cinematografici di Braccio di Ferro iniziarono ad essere trasmessi in televisione in una forma alterata nel 1956, e a quel punto la serie cinematografica venne interrotta. In totale vennero prodotti 231 cortometraggi, che sono stati trasmessi in televisione per molti anni ottenendo grande popolarità con le nuove generazioni.
I cortometraggi sono ora di proprietà della Turner Entertainment, una società controllata da Warner Bros. Discovery, e distribuiti dalla società sorella Warner Bros. Negli Stati Uniti, dopo molti anni di negoziati, la Warner Home Video raggiunse un accordo con il King Features Syndicate per una distribuzione ufficiale in DVD della serie. Restaurati e integrali, i cartoni animati di Braccio di Ferro usciti fino al 1943 vennero pubblicati in DVD alla fine degli anni 2000. I cortometraggi di Braccio di Ferro degli anni '30 sono stati notati dagli storici per la loro atmosfera urbana, poiché i Fleischer sperimentarono una scena d'animazione East Coast che differiva molto dalle loro controparti. Oltre a diventare iconici nella conoscenza pubblica, la maggior parte dei cortometraggi di Braccio di Ferro sono stati acclamati dagli storici di animazione e dai fan.

## Storia iniziale

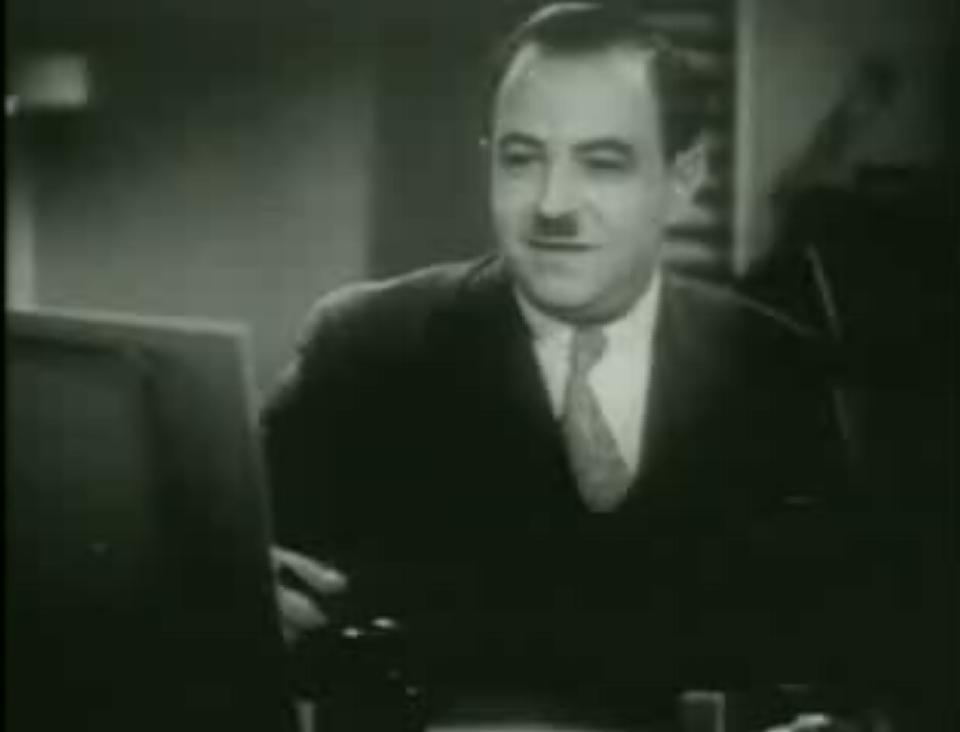
Max Fleischer

Braccio di Ferro, creato da E.C. Segar, debuttò nella sua striscia a fumetti distribuita dal King Features, Thimble Theatre. Negli anni '30 il personaggio stava crescendo in popolarità e difficilmente c'era un lettore di giornali dell'era della grande depressione che non conoscesse il suo nome. Era ovvio, però, che le stelle di grandezza maggiore venivano lanciate dai cartoni animati, con il successo di Topolino. Nel novembre del 1932 il King Features firmò un accordo con i Fleischer Studios, gestiti dal produttore Max Fleischer e da suo fratello, il regista Dave Fleischer, perché Braccio di Ferro e gli altri personaggi del Thimble Theatre iniziassero ad apparire in una serie di cartoni animati. Il primo cartone animato della serie venne distribuito nel 1933, e i cortometraggi di Braccio di Ferro, distribuiti dalla Paramount Pictures, sarebbero rimasti un punto fermo del programma di distribuzione della Paramount per quasi 25 anni.
Una fonte di ispirazione per i Fleischer erano i giornali e le strisce a fumetti, e videro il potenziale in Braccio di Ferro come una stella animata, pensando che l'umorismo si sarebbe tradotto bene sullo schermo. Quando i Fleischer avevano bisogno di più personaggi, si rivolsero alla striscia di Segar: Poldo Sbaffini debuttò nel primo cortometraggio della serie, Pisellino, Poopdeck Pappy, i Goons e Eugene il Jeep arrivarono sullo schermo alla fine degli anni '30. A Braccio di Ferro vennero dati anche dei famigliari in esclusiva per i cortometraggi, in particolare i suoi nipoti (a lui molto somiglianti) Braccino, Braccetto, Braccione e Bracciotto. Gli spinaci diventarono un componente principale dei cartoni animati di Braccio di Ferro e venivano utilizzati per il finale energetico in ognuno di essi. Alla fine, i Fleischer accoppiarono insieme Braccio di Ferro e gli spinaci molto più spesso di quanto avesse mai fatto Segar. Nel 1934 venne pubblicata una statistica secondo cui le vendite di spinaci erano aumentate del 33% in seguito alla creazione dei cartoni animati di Braccio di Ferro. Segar ricevette casse di spinaci nella sua casa a causa dell'associazione con Braccio di Ferro. L'enorme seguito infantile ricevuto da Braccio di Ferro spinse infine il capo di Segar, William Randolph Hearst, ad ordinargli di attenuare l'umorismo e la violenza. Segar non era pronto al compromesso, credendo che non ci fosse "nulla di divertente in un marinaio femminuccia".

## Doppiaggio
Molti doppiatori hanno lavorato sui cortometraggi di Braccio di Ferro nel corso dei due decenni di produzione, questa lista si basa su quelli più ricorrenti.
- Jack Mercer doppia Braccio di Ferro. Il personaggio di Braccio di Ferro venne originariamente doppiato da William "Billy" Costello, noto anche come "Red Pepper Sam". Costello utilizzò una voce burbera e ghiaiosa nel doppiare il personaggio. Si pensa generalmente che fosse diventato difficile lavorare con Costello dopo che quest'ultimo era diventato eccessivamente presuntuoso a seguito del successo dei primi cartoni animati.[1] Jack Mercer stava lavorando nel dipartimento di intercalazione dei Fleischer Studios facendo imitazioni di Costello e, dopo essersi allenato a casa per una settimana, sostituì Costello come voce di Braccio di Ferro a cominciare da King of the Mardi Gras (1935).[2] Gli storici ritengono che il personaggio abbia cominciato veramente a prendere piede quando Mercer divenne il doppiatore, impiegando recitazione ed emozione nel personaggio. Mercer doppiò il personaggio per il resto della serie, anche se Harry Welch lo sostituì in molti cartoni animati in tempo di guerra, quando Mercer partì per combattere nella seconda guerra mondiale. In italiano il personaggio è stato doppiato da Franco Latini e Toni Orlandi.
- Mae Questel doppia Olivia Oyl. La Questel era la voce di Betty Boop quando venne scelta per doppiare Olivia, e basò la voce del personaggio su ZaSu Pitts.[1] La Questel doppiò Olivia fino al 1938, quando le operazioni dei Fleischer si spostarono in Florida. La moglie di Mercer, Margie Hines, doppiò il personaggio fino al 1943. La Paramount spostò lo studio a New York l'anno successivo, e la Questel venne riassunta fino alla fine della serie nel 1957. In italiano il personaggio è stato doppiato da Mirella Pace.
- Gus Wickie e Jackson Beck doppiano Bluto. William Pennell fu il primo a doppiare Bluto fino a The Hyp-Nut-Tist (1935). Gus Wickie è generalmente considerato il doppiatore più memorabile dai fan e dagli storici.[1] Wickie doppiò Bluto fino a quando i Fleischer lasciarono New York nel 1938. Molti altri doppiatori vennero impiegati per dare voce a Bluto da allora in poi. Quando i Famous Studios rilevarono la produzione e si trasferirono a New York City, Jackson Beck assunse il ruolo per il resto della serie. In italiano il personaggio è stato doppiato da Goffredo Matassi e Fabrizio Temperini (quest'ultimo solo nei doppiaggi non ufficiali).

## Fleischer Studios
Braccio di Ferro fece il suo debutto cinematografico ne Il marinaio Braccio di Ferro, un cortometraggio del 1933 della serie Betty Boop. Anche se Betty Boop ha un piccolo cameo, il cartone presenta per lo più i personaggi principali: Braccio di Ferro arriva a salvare Olivia Oyl, che è stata rapita da Bluto. Il triangolo tra Braccio di Ferro, Olivia e Bluto venne istituito fin dall'inizio e presto divenne il modello per la maggior parte delle produzioni di Braccio di Ferro che sarebbero seguite. Il cartone animato si apre con un titolo di giornale che annuncia Braccio di Ferro come una star del cinema, che riflette il passaggio in film. Braccio di Ferro contro gli indiani divenne il primo cortometraggio regolare della serie Braccio di Ferro.
Grazie ai cortometraggi animati, Braccio di Ferro divenne ancora più sensazionale di quanto non fosse stato nei fumetti. Mentre Betty Boop diminuiva gradualmente in qualità a causa dell'applicazione del codice Hays nel 1934, Braccio di Ferro divenne la stella dello studio dal 1936. Braccio di Ferro cominciò a vendere più biglietti e diventò il più popolare personaggio dei cartoni animati del paese negli anni '30, battendo Topolino. La Paramount aggiunse popolarità a Braccio di Ferro sponsorizzando il " Popeye Club" come parte del loro programma del sabato mattina, in concorrenza con i Mickey Mouse Club. I cartoni animati di Braccio di Ferro, tra cui uno speciale canta-con-noi intitolato Let's Sing with Popeye, erano una parte regolare delle riunioni settimanali. Per una quota di adesione di 10 cent, i soci del club ricevevano un kazoo di Braccio di Ferro, una tessera, la possibilità di venire eletti come i "Braccio di Ferro" o "Olivia Oyl" del club e la possibilità di vincere altri regali. Sondaggi adottati dai proprietari dei cinema dimostrarono che Braccio di Ferro era più popolare di Topolino, e Braccio di Ferro mantenne la sua posizione per il resto del decennio.
I cartoni animati dei Fleischer differivano molto dai loro rivali della Walt Disney Productions e della Warner Bros. Cartoons. La serie Braccio di Ferro, come altri cartoni animati prodotti dai Fleischer, venne notata per la sua atmosfera urbana (i Fleischer operavano a New York, in particolare a Broadway a pochi isolati da Times Square), le sue maneggevoli variazioni su un tema semplice (Braccio di Ferro perde Olivia a causa del bullo Bluto e deve mangiare i suoi spinaci per sconfiggerlo) e i borbottii dei personaggi. Le voci dei cartoni animati Fleischer prodotti durante la prima metà degli anni '30 venivano registrate dopo che l'animazione era stata completata. I doppiatori, in particolare Mercer, avrebbero quindi improvvisato battute che non erano sullo storyboard o preparate per il labiale (in genere giochi di parole). Anche dopo che i Fleischer iniziarono a pre-registrare dialogo per il labiale poco dopo essersi trasferiti a Miami, Mercer e gli altri doppiatori avrebbero registrato battute improvvisate durante la visione di una copia finita del cartone animato. Braccio di Ferro vive in un condominio fatiscente in A Dream Walking (1934), che riflette l'atmosfera urbana e i disagi della grande depressione.
I Fleischer trasferirono il loro studio a Miami nel settembre 1938, al fine di indebolire il controllo sindacale e approfittare delle agevolazioni fiscali. La serie Braccio di Ferro continuò la produzione, sebbene nei cortometraggi prodotti in Florida si vide un cambiamento marcato: erano più luminosi e meno dettagliati nei disegni, con tentativi di portare l'animazione dei personaggi più vicina allo stile Disney. Mae Questel, che aveva messo su famiglia, rifiutò di trasferirsi in Florida, e Margie Hines, la moglie di Jack Mercer, doppiò Olivia Oyl fino alla fine del 1943. Diversi doppiatori, tra i quali Pinto Colvig (meglio conosciuto come la voce di Pippo della Disney), sostituirono Gus Wickie come voce di Bluto tra il 1938 e il 1943.
I Fleischer Studios produssero 108 cortometraggi di Braccio di Ferro, 105 dei quali in bianco e nero. I restanti tre erano adattamenti a due bobine (doppia lunghezza) in Technicolor di storie da Le mille e una notte annunciati come "Popeye Color Features": Braccio di Ferro incontra Sinbad (1936), Popeye the Sailor Meets Ali Baba's Forty Thieves (1937) e Aladdin and His Wonderful Lamp (1939).

## Famous Studios
All'inizio degli anni '40 Max e Dave Fleischer si trovarono in disaccordo con la Paramount sul controllo del loro studio di animazione. Lo studio aveva attinto pesantemente dalla Paramount per trasferirsi in Florida ed espandersi nei lungometraggi, e I viaggi di Gulliver (1939) e Hoppity va in città (1941) erano stati solo successi moderati. Nel maggio del 1941 la Paramount Pictures assunse la proprietà dei Fleischer Studios, ed entro la fine dell'anno Max e Dave Fleischer non erano più in condizioni di parlare tra di loro, comunicando esclusivamente attraverso promemoria. La Paramount licenziò i Fleischer e cominciò a riorganizzare lo studio, che venne ribattezzato Famous Studios. Con i Famous Studios guidati da Sam Buchwald, Seymour Kneitel, Isadore Sparber e Dan Gordon la produzione proseguì sui cortometraggi di Braccio di Ferro.
Nel 1941, con la seconda guerra mondiale che diventava più di una fonte di preoccupazione negli Stati Uniti, Braccio di Ferro venne arruolato nella United States Navy, come rappresentato nel corto del 1941 The Mighty Navy. Il suo costume regolare venne modificato dalla camicia blu scuro, il fazzoletto rosso e i jeans azzurri che indossava nei fumetti originali ad una divisa ufficiale bianca da marinaio della Marina. Braccio di Ferro, in questi cartoni animati, diventò un comune e oppresso marinaio della Marina a cui viene sempre data la colpa dei contrattempi. Lo storico del cinema Leonard Maltin osserva che lo studio non aveva intenzione di far luce sulla guerra, ma piuttosto di rendere il personaggio più al passo coi tempi e mostrarlo in azione. I primi cortometraggi dell'era Famous erano spesso in tema bellico, con Braccio di Ferro che combatte soldati nazisti e giapponesi, in particolare nel corto del 1942 You're a Sap, Mr. Jap. Poiché Braccio di Ferro era popolare in Sud America, i Famous Studios ambientarono il corto del 1944 We're on our Way to Rio in Brasile, come parte della politica di "buon vicinato" tra il governo degli Stati Uniti e il resto del continente durante la guerra.
Alla fine del 1943 la serie Braccio di Ferro era stata spostata alla produzione in Technicolor, a cominciare da Her Honor the Mare. Anche se questi cartoni animati erano stati prodotti a colori, alcuni film della fine degli anni '40 vennero distribuiti nei meno costosi processi a due colori (solitamente) come Cinecolor e Polacolor. La Paramount aveva cominciato a spostare lo studio a New York a gennaio, e Mae Questel venne riassunta come doppiatrice di Olivia Oyl. Jack Mercer venne richiamato in Marina durante la seconda guerra mondiale, e le sceneggiature vennero accumulate perché Mercer registrasse ogni volta che era in congedo. Quando Mercer non era disponibile, Harry Welch lo sostituì come voce di Braccio di Ferro (in Shape Ahoy Mae Questel doppiò sia Braccio di Ferro sia Olivia). Il nuovo membro del cast vocale Jackson Beck iniziò a doppiare Bluto nel giro di pochi anni; lui, Mercer e la Questel avrebbero continuato a doppiare i rispettivi personaggi negli anni '60. Nel corso del tempo, i cortometraggi Famous in Technicolor cominciarono ad aderire ancora di più alla formula standard di Braccio di Ferro, ed entro la fine del 1946 erano evidenti dei character design ammorbiditi e rotondi - tra cui un design di Olivia Oyl che diede al personaggio tacchi alti e un taglio di capelli aggiornato.
Molti animatori veterani dei Fleischer rimasero a bordo dei Famous Studios e produssero i nuovi cartoni di Braccio di Ferro, ma la perdita dei fondatori era evidente. Nel corso degli anni '40 i valori di produzione di Braccio di Ferro rimasero piuttosto alti. Lo storico dell'animazione Jerry Beck osserva però che "il senso della gag e della storia caddero un po' in una routine". A metà degli anni '50 il budget presso lo studio era diventato molto basso e il personale veniva licenziato, pur continuando a produrre lo stesso numero di cartoni animati per anno. Questo era molto tipico della maggior parte degli studi d'animazione dell'epoca, poiché molti considerarono di chiudere i battenti e porre fine alle loro serie in corso. La Paramount ribattezzò lo studio Paramount Cartoon Studios nel 1956 e continuò la serie Braccio di Ferro per un altro anno, con Spooky Swabs, uscito nell'agosto 1957, come ultimo dei 125 cortometraggi Famous della serie.

## Colonna sonora
Il tema principale di Braccio di Ferro venne composto da Sammy Lerner e debuttò nel primo corto della serie nel 1933. Lo storico della musica dei cartoni animati Daniel Goldmark osserva che Braccio di Ferro è uno dei pochi personaggi dei cartoni animati del tempo ad avere un tema principale: i compositori Carl Stalling (Disney/Warner Bros.) e Scott Bradley (MGM) li odiavano e li eliminavano rapidamente. Per i primi cartoni animati, la musica dei titoli di testa consisteva in una strumentale di "The Sailor's Hornpipe", seguita da una variazione vocale su "Strike Up the Band (Here Comes a Sailor)", sostituendo le parole "for Popeye the Sailor" nella seconda frase. "I Yam What I Yam" venne usata come tema principale per ulteriori cartoni animati. Winston Sharples e Sammy Timberg composero la maggior parte della musica per cortometraggi di Braccio di Ferro. Timberg compose i temi delle serie Fleischer Betty Boop e Superman, ma chiese a Lerner di scrivere il tema di Braccio di Ferro perché aveva un appuntamento quella sera.
La musica di Braccio di Ferro è descritta come un mix di "solari melodie da spettacolo e musica da strada". Essendo situati a Broadway, i Fleischer erano ben posizionati per l'evoluzione della musica popolare negli anni '30. Il regista Eric Goldberg nota un'atmosfera molto urbana nella musica di Braccio di Ferro, che riflette "il tipo di cartoni animati che stavano facendo". I Fleischer erano grandi appassionati di jazz e avrebbero chiamato a lavorare sui cartoni animati dei musicisti jazz locali, la maggior parte dei quali era più che felice di accettare. L'uso di jazz e musica popolare molto contemporanea evidenziò come il pubblico era affascinato dalla nuova musica. Stretti su un budget, i produttori approfittarono del loro libero accesso alla biblioteca musicale della Paramount, tra cui canzoni di successo che sarebbero state introdotte in lungometraggi. Molti cartoni animati, come It's the Natural Thing to Do (1939), prendono i loro titoli dalle canzoni popolari del tempo. I cantautori dello staff avrebbero anche scritto canzoni originali per i cortometraggi, come in quelli del 1936 Brotherly Love e I Wanna Be a Lifeguard; lo studio avrebbe assunto cantautori esterni per comporre canzoni originali in aggiunta. Con l'inizio della seconda guerra mondiale, la musica in Braccio di Ferro divenne più rigogliosa, completamente orchestrata e patriottica.
Per generazioni, l'iconico tema di Braccio di Ferro diventò un segnalibro musicale immediatamente riconoscibile, spingendo ulteriormente la celebrità del personaggio.
Nei ridoppiaggi italiani trasmessi in TV a partire dagli anni '90 la colonna sonora è molto spesso sovrascritta utilizzando musica da altri cartoni animati della serie (principalmente Cartoons Ain't Human) o dallo stesso corto, poiché non si era in possesso di una colonna sonora senza dialoghi. I corti di pubblico dominio trasmessi su TV locali, e distribuiti in vari DVD italiani, presentano una colonna sonora sovrascritta ancora più pesantemente (spesso utilizzando delle ripetizioni della sigla dei corti Famous), dato che tutti hanno un doppiaggio non ufficiale.

## Trasmissione televisiva
L'accordo originale del 1932 con il syndicate chiedeva che ogni film realizzato nell'arco di dieci anni venisse distrutto nel 1942. Ciò avrebbe distrutto tutti i cortometraggi Fleischer di Braccio di Ferro. Il King non era sicuro di quale effetto i cartoni animati avrebbero avuto sulla striscia, e se l'effetto fosse stato molto negativo il King sarebbe stato molto desideroso di cancellare ogni memoria dei cartoni distruggendoli. La Paramount sapeva che i cartoni di Braccio di Ferro erano tra quelli più visti e popolari, e li tenne separatamente per la distribuzione futura, vedendo la televisione come uno sbocco crescente.
Nel 1956 la Paramount vendette i cortometraggi in bianco e nero al consorzio televisivo Associated Artists Productions (a.a.p.), il più grande distributore dell'epoca, per la distribuzione alle stazioni televisive; i cartoni animati a colori furono venduti un anno dopo. Mostrati con i loghi a.a.p. in sostituzione di quelli della Paramount (con un riferimento rimanente alla Paramount nella frase sul copyright), questi cartoni animati furono enormemente popolari. Jerry Beck paragona il successo televisivo di Braccio di Ferro a una "nuova vita", notando che il personaggio non fosse stato così popolare dagli anni '30. Il King Features realizzò il potenziale di successo e iniziò la distribuzione di merchandise basato sul personaggio, che a sua volta portò a nuove produzioni televisive su Braccio di Ferro. Queste serie vennero prodotte da numerosi studi utilizzando l'animazione limitata, e molti artisti erano insoddisfatti della qualità molto bassa di tali cartoni animati. La maggior parte delle grandi città mandavano in onda uno "spettacolo dello zio", in cui un meteorologo locale o intrattenitore avrebbe presentato uno spettacolo per bambini nel pomeriggio, e i cortometraggi di Braccio di Ferro divennero una componente fondamentale del loro successo.
Negli anni '70 i cortometraggi originali Fleischer e Famous di Braccio di Ferro erano stati distribuiti in syndication a varie stazioni e canali di tutto il mondo (inclusa l'Italia, dove vennero inizialmente trasmessi in lingua originale). Negli anni successivi, tuttavia, i cortometraggi di Braccio di Ferro scomparvero lentamente dai palinsesti a favore delle edizioni televisive più recenti. L'a.a.p. era stata venduta alla United Artists, che venne assorbita dalla Metro-Goldwyn-Mayer per creare la MGM/UA nel 1981. Ted Turner acquisto la MGM/UA nel 1986, ottenendo il controllo di tutti i cortometraggi di Braccio di Ferro. Turner vendette i diritti di produzione della MGM/UA poco dopo, ma mantenne il catalogo cinematografico. Dopo l'acquisizione, i cortometraggi di Braccio di Ferro in bianco e nero vennero spediti in Corea del Sud, dove gli artisti li ritracciarono a colori. Il processo era destinato a rendere i corti più commerciabili nell'era moderna della televisione, ma impedì ai telespettatori di vedere il lavoro originale a penna e inchiostro dei Fleischer, così come gli sfondi tridimensionali creati dal processo "Stereoptical" dei Fleischer. Ogni altro frame venne ritracciato, cambiando l'animazione da 24 frame/s a 12 frame/s, ammorbidendo il ritmo dei film. Questi cortometraggi colorizzati iniziarono ad andare in onda sulla WTBS nel 1986 durante il loro programma Tom & Jerry and Friends. I corti ritracciati vennero distribuiti in syndication nel 1987 su una base permuta, e rimasero a disposizione fino ai primi anni '90. Quando Cartoon Network nacque nel 1992, trasmetteva in gran parte cartoni animati dalla biblioteca Turner, tra cui Braccio di Ferro. La Turner si fuse con la Time Warner nel 1996, e la Warner Bros. (attraverso la filiale Turner) controlla quindi da allora i diritti per i cortometraggi di Braccio di Ferro.
Per molti decenni, gli spettatori potevano vedere la maggioranza dei cortometraggi di Braccio di Ferro solo con i titoli di testa e di coda alterati. L'a.a.p. aveva, per la maggior parte, sostituito i loghi originali della Paramount con il proprio. Nel 2001 Cartoon Network, sotto la supervisione dello storico dell'animazione Jerry Beck, creò il programma The Popeye Show. Lo show mandò in onda i cortometraggi Fleischer e Famous Studios di Braccio di Ferro in versioni che approssimassero le loro uscite cinematografiche originali modificando copie dei titoli di testa e di coda (prelevati o ricreati da varie fonti) all'inizio e alla fine di ogni cortometraggio, o in alcuni casi nelle versioni integrali originali direttamente dalle stampe che in origine contenevano i titoli di testa e di coda della Paramount.
Il programma, che trasmise 135 cortometraggi, includeva inoltre segmenti che offrivano curiosità su personaggi, doppiatori e animatori. Il programma andò in onda ininterrottamente fino al marzo 2004. The Popeye Show continuò ad andare in onda anche su Boomerang. Negli Stati Uniti, un blocco giornaliero di mezz'ora su Braccio di Ferro può essere visto su Boomerang di volta in volta; tuttavia, i cortometraggi Fleischer di Braccio di Ferro inclusi in questo blocco sono per lo più le versioni colorizzate degli anni '80, e la maggior parte dei corti presentano i loghi a.a.p..
In Italia le versioni a.a.p. (inclusi i corti ritracciati a colori) arrivarono alla Rai negli anni '90, e per l'occasione i corti vennero ridoppiati. Tali versioni vennero trasmesse fino alla fine degli anni 2000 anche su Cartoon Network e Boomerang e dal 2017 vengono trasmessi su Italia 1.

## Home video
Ci furono problemi legali tra King Features Syndicate e United Artists nei primi anni '80 riguardo alla disponibilità di Braccio di Ferro in home video. La United Artists aveva i diritti televisivi, ma il King Features contestò il fatto che essi comprendessero la distribuzione home video. Nel 1983 la MGM/UA Home Video tentò di pubblicare una collezione di cartoni animati di Braccio di Ferro su nastri Betamax e VHS intitolata The Best of Popeye, Vol. 1, ma essa venne annullata dopo che la MGM/UA ricevette una lettera di diffida dal King Features Syndicate, che sosteneva di essere il solo ad avere i diritti di distribuzione in home video. Mentre il King Features possedeva diritti, materiali, fumetti e merchandising del personaggio di Braccio di Ferro, non aveva invece la proprietà dei cortometraggi.
In gran parte del mondo (inclusa l'Italia) sono stati distribuiti quasi esclusivamente VHS e DVD pirata contenenti una manciata di cortometraggi di Braccio di Ferro di pubblico dominio su cui il copyright è decaduto. Questi VHS e DVD a basso costo includono di solito le stampe a.a.p. degli anni '50, con una pessima qualità video. Vi sono contenuti solitamente sette cortometraggi in bianco e nero degli anni '30 e '40 e una manciata di corti Famous Studios degli anni '50 (molti dei quali divennero di dominio pubblico dopo la fusione MGM/UA), e tutti e tre i corti Fleischer a colori. Tuttavia, anche alcuni corti protetti da copyright sono stati inclusi in tali pubblicazioni home video.
Dopo l'acquisto della Turner nel 1996, ci sarebbero voluti molti anni alla Warner Bros. per fare un accordo per distribuire Braccio di Ferro in home video. Nel 1999 i diritti home video della cineteca Turner vennero riassegnati dalla MGM/UA Home Video alla Warner Home Video. Nel 2002 venne riferito che la Warner e la Hearst Corporation (società madre del King Features) stavano lavorando su un accordo per pubblicare i corti di Braccio di Ferro in home video. Oltre 1000 persone firmarono una petizione online chiedendo a Warner e King Features di pubblicare i corti cinematografici di Braccio di Ferro in DVD.
I corti di Braccio di Ferro non vennero mai pubblicati ufficialmente fino alla fine degli anni 2000. Nel 2006 Warner Home Video e King Features Syndicate, insieme alla Hearst Entertainment, raggiunsero finalmente un accordo che consentisse la pubblicazione dei corti cinematografici di Braccio di Ferro in home video. Su questi corti appaiono i loghi originali Paramount perché Warner Bros. e Paramount Pictures fecero un accordo di cross-licensing che coinvolgeva la pubblicazione da parte della Paramount dei film di John Wayne originariamente distribuiti dalla Warner Bros., preservando quindi l'integrità artistica delle stampe originali. Tra il 2007 e il 2008 vennero prodotti tre volumi, pubblicati nell'ordine in cui i corti erano usciti nei cinema. Il primo set di DVD di Braccio di Ferro della Warner, che copre i cortometraggi usciti dal 1933 fino all'inizio del 1938, venne pubblicato il 31 luglio 2007. Popeye the Sailor: 1933-1938, Volume 1, cofanetto di quattro DVD, contiene i primi 60 cortometraggi Fleischer di Braccio di Ferro, inclusi Braccio di Ferro incontra Sinbad e Popeye the Sailor Meets Ali Baba's Forty Thieves. Gli storici supervisionarono la pubblicazione come consulenti, assicurando che non era stata utilizzata alcuna versione colorizzata o stampa non restaurata.
I tempi di restauro causarono alla Warner di reimmaginare i set come cofanetti da due dischi. Popeye the Sailor: 1938-1940, Volume 2 venne pubblicato il 17 giugno 2008, e comprende Aladdin and His Wonderful Lamp. Popeye the Sailor: 1941-1943, Volume 3 venne pubblicato il 4 novembre 2008, e comprende tre corti di guerra raramente mostrati: You're a Sap, Mister Jap (1942), Scrap the Japs (1942) e Seein' Red, White, and Blue (1943).
Tuttavia, questi tre volumi sono stati finora pubblicati esclusivamente nella Zona 1 (USA, Canada, Bermuda e Caraibi). L'unico cortometraggio pubblicato ufficialmente al di fuori di essa è Braccio di Ferro incontra Sinbad, incluso nella raccolta Warner Bros. Home Entertainment: Collezione Oscar d'animazione.

## Programmi cinematografici italiani
A partire dal 1959, diversi episodi della serie furono distribuiti nei cinema italiani sotto forma di "programmi" che includevano un certo numero di corti (anche di altre serie o singoli). Di seguito un elenco di questi programmi.
- Le avventure di Braccio di Ferro (24 marzo 1959) - Distribuzione Paramount[12]
- L'allegra compagnia (14 febbraio 1960) - Distribuzione Paramount[13]
- Le nuove avventure di Braccio di Ferro (22 dicembre 1977) - Distribuzione G.P.S.
- Braccio di Ferro contro gli indiani (23 dicembre 1978) - Distribuzione G.P.S.
- Braccio di Ferro spaccatutto! (18 aprile 1980) - Distribuzione Italian Pictures

## Filmografia
- Filmografia di Braccio di Ferro (Fleischer Studios)
- Filmografia di Braccio di Ferro (Famous Studios)